# Leurophyllum brevixiphum
Leurophyllum brevixiphum är en insektsart som först beskrevs av Brunner von Wattenwyl 1895.  Leurophyllum brevixiphum ingår i släktet Leurophyllum och familjen vårtbitare. Inga underarter finns listade i Catalogue of Life.